# Journal of Microbiology and Biotechnology
Journal of Microbiology and Biotechnology (JMB) – międzynarodowe, recenzowane czasopismo naukowe, publikujące w dziedzinie mikrobiologii i biotechnologii.
Czasopismo to wydawane jest od marca 1991 roku przez Korean Society for Microbiology and Biotechnology. Ukazuje się raz w miesiącu. Tematyką obejmuje naukowe i technologiczne aspekty mikrobiologii, biotechnologii, biomedycyny i pokrewnych dziedzin. Publikowane artykuły dotyczą m.in. fizjologii i metabolizmu, ekologii i różnorodności drobnoustrojów, mikrobiologii środowiskowej, mikrobiologii molekularnej i różnych omik, cytologii drobnoustrojów, biologii chemicznej, enzymologii i inżynierii enzymatycznej, technologii fermentacji, hodowli komórek roślinnych i zwierzęcych, inżynierii bioprocesowej i metabolicznej, mikrobiologii i biotechnologii żywności czy mikrobiologii klinicznej
Impact factor pisma w 2014 roku wyniósł 1,525.